# 埃利孔山
埃利孔山（希臘語：Ελικώνας），又译为赫利孔山，是位于希腊中部的一座山脉，在希腊玻俄提亚的忒斯庇埃地区，海拔高1,749米（5,738英尺），位于科帕伊斯和科林斯灣之间，一年中大部分时间被积雪覆盖。公元前8世纪的希腊诗人赫西俄德的故居就在这里。

## 希腊神话
在希腊神话中，赫利孔山是阿波罗和文艺女神缪斯的圣山，因此有时把缪斯称作赫利科尼阿得斯或赫利科尼得斯。两汪供奉缪斯的清泉也均在此地：阿伽尼珀泉和希波浦泉，二者名称皆和“马”（ἵππος）有关。相关的神话，希波浦泉是由于飞马珀伽索斯用力蹄踏一块岩石上，而引出的泉水。